# Aptamer
Aptameri (od lat. aptus - stati, i grč. meros - region) su oligonukleinske kiseline ili peptidni molekuli koji se vezuju za specifični ciljni molekul. Prirodni aptameri postoje kao riboprekidači. U laboratoriji se aptameri opično formiraju selekcijom iz velikog mnoštva randomnih sekvenci. Aptameri nalaze primenu u baznim istraživanjima, a koriste se i za kliničke svrhe kao makromolekulski lekovi. Aptameri se mogu kombinovati sa ribozimima radi samostalnog presecanja u prisustvu ciljnog molekula.
Aptameri se mogu klasifikovati kao:
- DNK ili RNK ili KNK aptameri. Oni se obično sastoje od kratkih lanaca oligonukleotida.
- Peptidni aptameri. Oni se sastoje od kratkih promenljivih peptidnih domena, vezanih na oba kraja za proteinsku osnovu.

## Literatura
- Ellington AD, Szostak JW (1990). „In vitro selection of RNA molecules that bind specific ligands”. Nature. 346 (6287): 818—22. PMID 1697402. doi:10.1038/346818a0.
- Bock LC, Griffin LC, Latham JA, Vermaas EH, Toole JJ (1992). „Selection of single-stranded DNA molecules that bind and inhibit human thrombin”. Nature. 355 (6360): 564—6. PMID 1741036. doi:10.1038/355564a0.
- Hoppe-Seyler F, Butz K (2000). „Peptide aptamers: powerful new tools for molecular medicine”. J Mol Med. 78 (8): 426—30. PMID 11097111. doi:10.1007/s001090000140.
- Carothers JM, Oestreich SC, Davis JH, Szostak JW (2004). „Informational complexity and functional activity of RNA structures”. J Am Chem Soc. 126 (16): 5130—7. PMID 15099096. doi:10.1021/ja031504a.
- Cohen BA, Colas P, Brent R (1998). „An artificial cell-cycle inhibitor isolated from a combinatorial library”. Proc Natl Acad Sci USA. 95 (24): 14272—7. PMC 24363 . PMID 9826690. doi:10.1073/pnas.95.24.14272.
- Binkowski BF, Miller RA, Belshaw PJ (2005). „Ligand-regulated peptides: a general approach for modulating protein-peptide interactions with small molecules”. Chem Biol. 12 (7): 847—55. PMID 16039531. doi:10.1016/j.chembiol.2005.05.021.
- Sullenger BA, Gilboa E (2002). „Emerging clinical applications of RNA”. Nature. 418 (6894): 252—8. PMID 12110902. doi:10.1038/418252a.
- Ng EW, Shima DT, Calias P, Cunningham ET, Guyer DR, Adamis AP (2006). „Pegaptanib, a targeted anti-VEGF aptamer for ocular vascular disease”. Nat Rev Drug Discov. 5 (2): 123—32. PMID 16518379. doi:10.1038/nrd1955.
- Drabovich AP, Berezovski M, Okhonin V, Krylov SN (2006). „Selection of smart aptamers by methods of kinetic capillary electrophoresis”. Anal Chem. 78 (9): 3171—8. PMID 16643010. doi:10.1021/ac060144h.
- Cho EJ, Lee JW, Ellington, AD (2009). „Applications of Aptamers as Sensors”. Annual Review of Analytical Chemistry. 2 (1): 241—64. PMID 20636061. doi:10.1146/annurev.anchem.1.031207.112851. Архивирано из оригинала 24. 09. 2019. г. Приступљено 15. 06. 2012.

## Spoljašnje veze
- Aptamerska baza
- baza podataka